# The Escape (film, 1939)
Pour les articles homonymes, voir The Escape.
The Escape est un film américain de Ricardo Cortez sorti en 1939.

## Synopsis
Dans un bidonville, un policier et un criminel se lancent dans une lutte à mort à la suite d'un meurtre...

## Fiche technique
- Réalisation : Ricardo Cortez
- Scénario : Robert Ellis, Helen Logan
- Date de sortie : 6 octobre 1939
- Durée : 58 minutes
- Image : Edward Cronjager
- Société de production : Twentieth Century Fox

## Distribution
- Kane Richmond : Eddie Farrell
- Amanda Duff : Juli Peronni
- Henry Armetta : Guiseppi Peronni
- Edward Norris : Louie Peronni
- June Gale : Annie Qualen
- Frank Reicher : Dr. Shumaker
- Leona Roberts : Aunt Mamie Qualen
- Scotty Beckett : Willie Rogers
- Jack Carson : Chet Warren